# Vasilios Pavlidis (Fußballspieler)
Vasilios Pavlidis (* 4. September 2002 in Thessaloniki) ist ein griechischer Fußballspieler.

## Karriere
Pavlidis spielte bis 2017 bei Bebides 2000 in Griechenland. Zur Saison 2017/18 wechselte er in das Nachwuchsleistungszentrum des FC Schalke 04 und gehörte den B2-Junioren (U16) an. In der Saison 2018/19 spielte Pavlidis mit den B1-Junioren (U17) in der B-Junioren-Bundesliga. In den Spielzeiten 2019/20 und 2020/21 stand der Innenverteidiger im Kader der A-Junioren (U19). Da beide Spielzeiten aufgrund der COVID-19-Pandemie abgebrochen werden mussten, kam er nur zu jeweils 3 Einsätzen in der A-Junioren-Bundesliga.
Anfang April 2021 stand der A-Junior unter dem Cheftrainer Dimitrios Grammozis erstmals im Spieltagskader der Profimannschaft für ein Bundesligaspiel. Es folgten 3 weitere Spiele als ungenutzter Einwechselspieler, ehe er am letzten Spieltag kurz vor dem Spielende eingewechselt wurde. Die Schalker standen bereits nach dem 30. Spieltag als Absteiger in die 2. Bundesliga fest. Nach dem Saisonende verließ Pavlidis den Verein mit seinem Vertragsende.
Zur Saison 2021/22 schloss sich der 19-Jährige in den Niederlanden der zweiten Mannschaft (Jong AZ) von AZ Alkmaar an, die in der zweitklassigen Eerste Divisie spielt. Er unterschrieb einen Vertrag bis zum 30. Juni 2023 mit einer Option auf 2 weitere Jahre und traf auf seinen Bruder Vangelis, der zeitgleich für die erste Mannschaft verpflichtet wurde.

### Nationalmannschaft
Pavlidis kam ebenfalls für die U-16- und U-17-Nationalmannschaft Griechenlands zum Einsatz. Sein Debüt für die U-16 gab er am 20. November 2017 beim 2:0-Sieg gegen die U-16 von Moldau. Beim 0:3 am 24. März 2018 gegen Deutschland kam er zu seinem ersten Spiel für die U-17-Nationalmannschaft Griechenlands.

## Persönliches
Pavlidis älterer Bruder Vangelis (* 1998) ist ebenfalls Fußballspieler.